# آدم بالو
آدم بالو (بالإنجليزية: Adam Ballou) هو لاعب كرة قدم أمريكي، ولد في 29 مايو 1992.